# Травницкая хроника
Травницкая хроника (серб. Травничка хроника) — исторический роман Иво Андрича. Подзаголовок романа — «Консульские времена». Действие всего романа происходит в Травнике, родном городе Андрича. Известно, что Андрич с особой ответственностью относился к описанию исторических деталей и изучению источников. Описанные в романе лица существовали в действительности.
Роман написан в Белграде в 1942 году и опубликован в 1945 году. Первый из трёх исторических романов Андрича (за ним последовали «Мост на Дрине» и «Барышня»). Роман процитирован в речи при вручении писателю Нобелевской премии в 1961 году.
Русский перевод М. П. Волконского 1958 года.

## Сюжет
Действие романа происходит в Травнике с начала 1807 по май 1814 года. В разгар наполеоновских войн Франция, заинтересованная в укреплении отношений с Турцией, решает открыть консульство в боснийском городе Травник, находящемся на пути из Иллирии (Сплит), контролируемой наполеоновской Францией, в Константинополь. Консул, Жан Давиль, который фактически является главным героем романа, прибывает в Травник для устройства консульства. Через несколько месяцев к нему присоединяется его семья — жена с тремя сыновьями (средний из них умер в Травнике, и позже у Давиля родилась дочь). Одновременно консульство в Травнике решает открыть Австрия. Австрийский консул, полковник Иосиф фон Миттерер, в 1811 году по его просьбе был переведён в Вену, и его заменил подполковник фон Паулич. В 1814 году, после окончания наполеоновских войн, необходимость в консульстве отпадает, и оба консульства закрываются. Роман заканчивается отъездом консулов из Травника. За весь консульский период в Травнике сменились три визиря — Хусреф Мехмед-Паша, Ибрагим-Паша и Али-Паша.
Давиль — честный человек, но не выдающихся способностей, бывший журналист, сделавший карьеру во время революции и ставший консулом благодаря дальнему знакомству с Талейраном. Оказавшись в Боснии в возрасте около 40 лет, он впервые попал в совершенно новый для себя мир. Весь роман показывает процесс понимания и привыкания к этому миру глазами иностранца.
Травник, как многие города Боснии, состоял из четырёх групп населения — мусульман (в романе названы турками), хорватов (католиков), сербов (православных) и евреев. Мусульмане вообще враждебно настроены к любым переменам, и к обоим консулам в частности, а католики, в том числе католические монахи — к французскому консулу, вследствие конфликта католической церкви с республиканскими властями после свержения Бурбонов. Лишь позже, в результате деятельности набожной жены Давиля, отношения несколько восстанавливаются.
Поскольку в реальности никакой работы для консулов в Травнике нет, а Франция и Австрия большую часть времени находятся в состоянии войны, консулы вынуждены писать в свои столицы донесения друг на друга, предлагать заведомо неосуществимые проекты, и отвечать на директивы, составленные людьми, не имеющими ни малейшего понятия о реальной ситуации в Боснии. С другой стороны, консулы и их семьи, а также некоторое время остающийся в Травнике помощник консула Дефоссе — единственные люди с европейским менталитетом в городе.
Лейтмотивом романа, подчёркнутым во введении и эпилоге (где подчёркивается, что время консулов прошло бесследно) является «пагубность» и «яд» Востока для европейской ментальности и яростное сопротивление этой среды любым переменам.